# ATC-kod P: Antiparasitära, insektsdödande och repellerande medel
ATC-kod P: Antiparasitära, insektsdödande och repellerande medel är en del av klassificeringssystemet ATC (Anatomical Therapeutic Chemical Classification System) för läkemedel och vissa andra medicinska produkter. ATC utvecklas av WHO och består av alfanumeriska koder indelade i grupper utifrån anatomi, medicinsk funktion och läkemedelstyp på 5 olika kodnivåer. Denna sida listar innehållet i en specifik grupp på den första nivån.

## P Antiparasitära, insektsdödande och repellerande medel
P01 Medel mot protozoer
P02 Medel vid maskinfektion
P03 Medel mot ektoparasiter, inkl skabb-, insektsdödande och repellerande medel

### Engelska
- WHO Collaborating Centre for Drug Statistics Methodology - ATC Index
- WHO Collaborating Centre for Drug Statistics Methodology - ATCvet Index

### Svenska
- SIL online
- FASS.se - ATC
- FASS.se - Veterinär-ATC
- Sök läkemedelsfakta - Läkemedelsverket
- Socialstyrelsen : Klassifikationer
- Nationellt produktregister för läkemedel - NPL